# التغير المناخي في نيجيريا
التغير المناخي في نيجيريا واضح من ازدياد درجات الحرارة، وتغير هطولات الأمطار (ازدياد هطول المطر في المناطق الساحلية وانخفاضه في المناطق الداخلية)، والجفاف، والتصحر، وارتفاع مستويات سطح البحر، والتعرية، والفيضانات، والعواصف الرعدية، وحرائق الأحراش، والانهيارات الأرضية، والإشعاعات، وفقد التنوع الحيوي. سيستمر كل ذلك في التأثير سلبًا على حياة البشر والأنظمة البيئية في نيجيريا. ولكن حسب الموقع، تتعرض المناطق لتغير مناخي بدرجات حرارة مرتفعة بشكل أكبر بكثير خلال المواسم الجافة في حين يساعد هطول المطر في المواسم الماطرة على إبقاء درجات الحرارة في مستويات أكثر اعتدالًا.
هناك قلة في التقارير الشاملة والأوراق البحثية التي تعطي أدلة مفيدة وتناقش الآثار المتنوعة للتغير المناخي في أرجاء نيجيريا. ولكن الغالبية العظمى للأعمال التي تعطي أدلة على آثار التغير المناخي والردود عليها تركز على القطاع الزراعي ومجتمعات الزراعة الفردية في مناطق محددة من البلاد. غالبًا ما تأخذ المناقشات التي تتناول إجراءات أخرى للتخفيف والتكيف شكل التوصيات، بدلًا من أمثلة عما يتحقق بالفعل.
يعود هذا على الأرجح إلى الحاجة إلى تطبيق أوسع لإجراءات التخييف والتكيف في نيجيريا. بالإضافة إلى ذلك، مع وجود نقاش عن البناء الضروري للقدرات على المستويات الفردية والجمعية والمجتمعية للانخراط في الاستجابة للتغيرات المناخية، فإن مقدارًا أقل بكثير من الاهتمام يولى للمستويات الأعلى من القدرة على مستوى الدولة والمستوى الوطني.
ليست التحديات المرافقة للتغير المناخي نفسها في كل مناطق نيجيريا بسبب وجود نظامين للهطولات فيها: هطولات غزيرة في أجزاء من جنوب الشرق وجنوب الغرب، وهطولات منخفضة في الشمال. يمكن أن يؤدي هذان النظامان إلى القحولة والتصحر في الشمال، والتعرية والفيضانات في الجنوب.

## انبعاثات غازات الدفيئة
وفقًا لبيانات منصة برنامج استكشاف بيانات المناخ «كلايميت داتا إكسبلورر» التابعة لمعهد الموارد العالمية، فإن انبعاثات غازات الدفيئة في نيجيريا تحسنت بنسبة 25% (98.22 مليون طن متري من مكافئ ثنائي أكسيد الكربون CO2) من 1990 حتى 2014، بتغير سنوي متوسط للانبعاثات الإجمالية بمقدار 1%.
في عام 2014، كانت الانبعاثات الإجمالية لغازات الدفيئة في نيجيريا 492.44 مليون طن متري من مكافئ ثنائي أكسيد الكربون، وهي تمثل 1.01 بالمئة من إجمالي انبعاثات غازات الدفيئة في العالم. هذا يعني أن انبعاثات غازات الدفيئة للشخص الواحد في العام أقل من 2 طن بالمقارنة بالمتوسط العالمي الذي يفوق 6 طن. غازات الدفيئة هذه، والتي تتمثل بثنائي أكسيد الكربون والميثان بشكل رئيسي، تنتج بمعظمها من إنتاج النفط والغاز، وتغير استخدام الأراضي، والتحريج، والزراعة، والانبعاثات الهاربة.
ولكن البيانات من معهد بوستدام لأبحاث الآثار المناخية تظهر أن الانبعاثات الإجمالية لغازات الدفيئة في 2014 ازدادت حتى 506 مليون طن من مكافئ ثنائي أكسيد الكربون في عام 2015.
بالتحديد، فقد ازدادت انبعاثات غازات الدفيئة من إنتاج الوقود الأحفوري واستخدامه، واستغلال الأراضي، وتغير استخدام الأراضي، والتحريج بنسبة 16% في 2015، وهذا يكافئ تقريبًا انبعاثات المملكة المتحدة الإجمالية في 2015 حسب ما أظهرته الوكالة الدولية للطاقة.

## التأثيرات على البيئة الطبيعية

### تغيرات الطقس ودرجة الحرارة

#### المناخ الحالي
هناك أدلة تشير إلى حالات طقس شديدة وتغيرات في النظام المناخي لنيجيريا. بين عامي 2014-2018، لوحظ ارتفاع درجة الحرارة إلى درجات أعلى من 40 درجة مئوية في بعض الأجزاء الوسطى والشمالية من البلاد مع تسجيل مايدوغوري ونغورو لدرجتي حرارة 44.5 مئوية و44.4 مئوية على الترتيب. حدد أن هذين الموقعين سجلا أعلى عدد من الأيام ذات درجة حرارة خلال اليوم أعلى من 40 درجة مئوية (> 70 يوم). كان هناك أيضًا حالة موجة حر في لاغوس وصفت بأنها من أقسى موجات الحر في 2016.
كذلك فقد سجل عدد أقل من المدن درجات حرارة ليلية شديدة الانخفاض تساوي أو تقل عن 10 درجات مئوية. أدنى درجات الحرارة (الليلية) وهي 6.9 درجة مئوية، 7.8 درجة مئوية، 8.3 درجة مئوية في ولايات الشمال باوتشي وكانو وجوس على الترتيب. سجلت أوسي-إيكيتي في الغرب وجوس أعلى عدد من الأيام بدرجات حرارة ليلية منخفضة لفترات طويلة.
خلال الفترة الزمنية نفسها، سجل أعلى هطول مطري ليوم واحد مقداره 223.5 مم في أباكيليكي في الجنوب الشرقي تسبب في فيضانات أدت إلى إخراج 5,000 مقيم من منازلهم. نزح نتيجة الفيضانات والعواصف الريحية ما لا يقل عن 7,290 شخص، وقتلت 67 شخصًا، ودمرت أكثر من 3,900 منزلًا والعديد من المزارع في خمس ولايات شمالية وهي سوكوتو وكانو وكاستينا وكيبي وزامفارا. دمرت أيضًا ممتلكات تقدر بأكثر 700 مليون نيرة نيجيرية. صرفت الحكومة الفدرالية ما مجموعه 3 بليون نيرة من الصندوق البيئي خلال هذه الفترة.
تمتلك نيجيريا مناخًا مداريًّا بموسمين (رطب وجاف). تتعرض المناطق الداخلية وخاصة في شمال الشرق لأعلى تباينات في درجات الحرارة إذ ترتفع درجات الحرارة أحيانًا قبل بدء موسم الأمطار حتى 44 درجة مئوية وتنخفض حتى 6 درجة مئوية بين ديسمبر وفبراير. في مايدوغوري، قد ترتفع درجة الحرارة العظمى إلى 38 درجة مئوية في أبريل ومايو في حين يمكن أن يحدث الصقيع في الليل في نفس الموسم.
على سبيل المثال في لاغوس تبلغ درجة العليا وسطيًّا 31 درجة مئوية والمنخفضة 23 درجة مئوية في يناير و28 درجة مئوية و23 درجة مئوية في يونيو. تتلقى المناطق الجنوبية الشرقية وخاصة تلك المتوضعة حول الساحل كبوني (جنوب بورت هاركورت) وشرق كالابار أعلى كمية من الهطولات المطرية السنوية وتبلغ نحو 4,000 ميليمترًا.

#### التغيرات في المناخ
يغير التغير المناخي في نيجيريا المناطق المناخية. يتوقع أن تتوسع منطقة السهوب في الشمال باتجاه الجنوب، وتتحرك مناطق الرياح الموسمية في الجنوب باتجاه الشمال، لتحل محل الغابات الاستوائية المطيرة.
تنبأت وكالة الأرصاد الجوية في نيجيريا (نيميت) في تقريرها للتنبؤ بهطولات الأمطار الموسمية لعام 2019 أن 2019 سيكون أيضًا عامًا حارًّا. يمثل التغير السنوي الوسطي وتغيرات الهطول في نيجيريا في آخر ستة عقود من الزمن عدة تباينات بين-سنوية وهي مسؤولة عن حوادث مناخية قاسية كحوادث الجفاف والفيضانات في أجزاء عديدة من البلاد.

### الأنظمة البيئية
قبل عدة سنوات، تعرضت نيجيريا لكارثة تغير مناخي حدثت في المنطقة الشمالية الشرقية التي تقع فيها اليوم ولايتا بورنو ويوبي إذ تعرضت المنطقة على امتداد الجزء الجنوبي لبحيرة تشاد إلى الجفاف. بسبب التحطيب والاعتماد الزائد على الحطب للطهي، فقد جرد جزء أكبر من منطقة السافانا غينيا النيجيرية من غطائه النباتي. كذلك فقد انحسرت الغابة حول أويو لتصبح مجرد أراضٍ عشبية.

### ارتفاع مستوى سطح البحر والفيضانات
في أواخر أغسطس 2012، ضرب أسوأ فيضان منذ 40 سنة نيجيريا. أثر هذا على 7 ملايين شخص في مجتمعات على امتداد 33 ولاية من بينها ولاية كوغي. أكثر من مليونين شخص من أصل الملايين السبعة الذين تأثروا نزحوا عن بيوتهم نتيجة ارتفاع المياه.
شهدت نيجيريا فيضانًا آخر سببه الأمطار الموسمية الغزيرة في 2013، والتي زادت مآسي الشعب الذي كان ما يزال في طور التعافي من فيضانات 2012 القاتلة. انهارت عدة بيوت مصنوعة من طوب اللبن وتحطمت ممتلكات العوائل. تلوثت أيضًا الآبار الجوفية وهي مصادر المياه الصالحة للشرب. كانت ولايات آبيا، وباوتشي، وبينوي، وجيغاوا، وكيبي، وكانو، وكوغي، وزامفارة أكثر الولايات تأثرًا بالفيضانات التي استمرت 48 ساعةً. تفاقم الوضع في كادونا وكاستينا بانهيار السدود الأرضية. وفقًا لوكالة إدارة الطوارئ الوطنية، فقد تأثر أكثر من 47,000 شخص. يعزى هذا العدد الأقل من الأشخاص المتأثرين للدروس المستفادة من فيضانات 2012 التي حضرت البلاد لاستجابة أفضل.
في نيجيريا، المناطق المحيطة بالمناطق الساحلية معرضة لخطر ارتفاع مستوى سطح البحر. على سبيل المثال، فإن منطقة دلتا نهر النيجر شديدة التعرض للفيضانات أمام خطر ارتفاع مستوى سطح البحر وخي ضحية تلوث نفطي شديد. كان التغير المناخي هو السبب وراء الفيضان الذي حدث في نيجيريا الجنوبية في 2012. كان الفيضان مسؤولًا عن خسارة بيوت، ومزارع، ومحاصيل زراعية، وعقارات، وأرواح. وفقًا لإحصاءات صدرت في 2014 عن وكالة إدارة الطوارئ الوطنية، فإن نحو 5,000 منزل و 60 بيت تأثر في عاصفة ريحية حدثت في أربع ولايات في المنطقة الجنوبية الغربية.